# Unterentfelden
Unterentfelden est une commune suisse du canton d'Argovie, située dans le district d'Aarau.

Photo aérienne (1965).